# Station Sawahlunto
Sawahlunto is een spoorwegstation en -museum in de Indonesische provincie West-Sumatra.

## Bestemmingen
- Wisata Danau Singkarak: naar Station Padangpanjang
- Wisata Lubang Kalam: naar Station Muara Kalaban